# 鲁瓦扬 (地区)
鲁瓦扬（法語：Royans，法語發音：[ʁwajɑ̃]）是法国伊泽尔省与德龙省的一个小型传统地区，位于韦科尔山脚和伊泽尔河左岸之间。该地区的主要河流是布尔讷河，汇集了来自韦科尔山的水。